# Oswaldo de Almeida Costa
Oswaldo de Almeida Costa (Campo Grande, 15 de fevereiro de 1898 – 20 de maio de 1983) foi um médico brasileiro.
Graduado em farmácia pela Faculdade de Medicina do Rio de Janeiro em 1917. Foi eleito membro da Academia Nacional de Medicina em 1937, ocupando a Cadeira 96, que tem Rodolpho Albino como patrono.